# Taureau d'Avrigney
Le Taureau d'Avrigney est une statue en bronze du Ier siècle représentant le dieu celto-romain Tarvos trigaranus, découverte en 1756 à Avrigney-Virey (Haute-Saône).

## Historique
Cette statue d'un taureau à trois cornes fut trouvée dans un champ en 1756, au milieu des ruines et de restes de fondations, avec des tuiles et quelques monnaies romaines, emplacement présumé d'un sanctuaire. Il fut acheté par Antoine-Clériade de Choiseul-Beaupré (1707-1774), puis par successions appartint au vicomte Ferdinand Chifflet, puis fut acquis par la Ville de Besançon le 11 février 1873 pour son musée des beaux-arts.
Dans les années 1980, le maire de Besançon offrit un moulage de ce bronze à la commune d'Avrigney-Virey pour symboliser le retour de ce taureau au village de ses origines. La commune a choisi ce taureau comme blason.

## Description
Le corps de l'animal est en bon état mais ne subsiste que la patte postérieure droite. Il mesure 72 × 48 × 20 cm. L'œuvre fut réalisée par la soudure de sept éléments en alliage cuivreux. Elle est de grande qualité plastique et d'un réalisme traité dans la tradition  romaine. Elle appartient pourtant par ses attributs aux divinités séquanaises. Cette sculpture répond aux canons de l'art classique répandu par la romanisation de la Gaule du nord-est. 
Il n'existe à ce jour qu'un taureau tricorne de cette taille et dans cet état de conservation. Divinité celte apotropaïque répandue dans l'arc alpin et jurassien, on connaît environ une trentaine de représentations de cet animal tricornu, notamment à Arlay, Châteaurenaud, à La Pisseure, ainsi qu'en Suisse à Martigny. Les Séquanes rendaient un culte à l'urus ou au bison en tant que divinité tutélaire et protectrice.